# YouTube Kids
YouTube Kids（）は、YouTubeの子供向けサービスである。
2015年2月14日にAndroidとiOS向けアプリを2019年8月30日にはウェブ版をリリースした。

## 歴史
アプリは、「おすすめ」「番組」「音楽」「学習」の4つのコンテンツカテゴリに分かれている。カテゴリは、子供に適したチャンネルのコンテンツを厳選して提供している。
2016年8月にアプリがアップデートされ、サブスクリプションサービス「YouTube Red（現：YouTube Premium）」に対応し、加入者向けに広告なし再生、バックグラウンド再生、オフライン再生が可能となった。
2017年11月には、アプリのアップデートが行われ、既存の簡略化された低学年向けから、高学年の子供向けに設計され、さまざまな年齢層向けに設計されたモードが追加された。

### みまもり設定
YouTube Kidsアプリは、保護者が時間制限を設定したり、検索ツールへのアクセスを制限したりできる設定機能を備えてる。 保護者はパスコードやGoogleアカウントを使用してこれらの設定を保護することができる。

## 利用できる国
YouTube Kidsは現在、次の国で利用できる。
アルゼンチン、オーストラリア、オーストリア、アゼルバイジャン、ベラルーシ、ベルギー、ボリビア、ボスニア、ブラジル、ブルガリア、カナダ（ケベックを除く）、チリ、コロンビア、コスタリカ、クロアチア、チェコ、デンマーク、ドミニカ共和国、エクアドル、エストニア、エルサルバドル、フィンランド、フランス、ドイツ、ギリシャ、ガーナ、ジョージア、グアテマラ、ホンジュラス、ハンガリー、アイスランド、インド、インドネシア、アイルランド、イタリア、ジャマイカ、日本、カザフスタン、ケニア、ラトビア、リトアニア、リヒテンシュタイン、ルクセンブルク、マケドニア、マレーシア、マルタ、メキシコ、ネパール、オランダ、ニュージーランド、ナイジェリア、ニカラグア、ノルウェー、パキスタン、パラグアイ、パナマ、ペルー、フィリピン、ポーランド、ポルトガル、ルーマニア、ロシア、セネガル、セルビア、シンガポール、スロバキア、スロベニア、南アフリカ、韓国、スリランカ、スペイン、スウェーデン、スイス、タンザニア、タイ、ウガンダ、ウクライナ、イギリス、アメリカ、ウルグアイ、ベトナム、ジンバブエ